# تسطح القاعدة
تَفَلْطُحُ القاعِدَة أو تسطح القاعدة (بالإنجليزية: Platybasia)‏، هو مرض حبلي شوكي يحدث بسبب تلف الرابطة بين العظم القذالي والفقرات العنقية. يسبّب مرض بادجيت هذه الحالة وأيضاً متلازمة سرطانة الخلية القاعدية الوحمانية.